# Catalina Marketing
Die Catalina Marketing Corporation ist eine Aktiengesellschaft amerikanischen Rechts (Corporation) mit Sitz in Saint Petersburg, Vereinigte Staaten, die seit 25 Jahren weltweit führend in der gezielten Coupon-Verteilung im Handel ist. Die Aktien waren bis zum 10. Februar 2007 an der New York Stock Exchange gelistet. Catalina Marketing erreichte im Jahr 1996 einen Umsatz von 134,2 Millionen US-Dollar. Seit 2007 gehört Catalina Marketing der Beteiligungsgesellschaft Hellman & Friedman.
Catalina Marketing war 1993, 1994, 1995, 1998 (Platz 34), 1999 (Platz 46) und 2001 (Platz 101) in der Liste der 200 besten Kleinunternehmen bei Forbes gelistet.

## Geschäftsmodell
Das Catalina-System druckt Coupons basierend auf dem tatsächlichen Kaufverhalten des Kunden auf einem separaten Drucker neben der Kasse aus. Die Drucker sind ebenso wie alle Kassen mit einem separaten PC im Markt verbunden, der alle Transaktionen mitliest. Ist eine EAN oder Warengruppe als Auslöser für einen Coupon hinterlegt worden, so wird der Coupon beim Scannen dieser EAN automatisch ausgedruckt und von der Kassiererin an den Kunden übergeben. 
Auf diese Weise erhält der Kunde ausschließlich für ihn relevante Angebote, die er im gleichen Markt beim nächsten Einkauf einlösen kann (z. B. ein Käufer von Babywindeln erhält einen Coupon für Babynahrung.) Durch die EAN-Codes der Produkte, die über den Kassenscanner gelesen werden, wird das Kaufverhalten erkennbar. Auf diese Weise können die Coupons effizienter den Konsumenten erreichen und die Kunden erhalten nur diejenigen Angebote, die für sie relevant sind.
Catalina erreicht mit seinem Kassen-Couponing-System weltweit über 310 Millionen Menschen, davon etwa 62 Millionen in den europäischen Ländern Großbritannien, Frankreich, Belgien, Niederlande, Italien und Deutschland. Weltweit sind über 50.000 Geschäfte angeschlossen. Wöchentlich werden weltweit etwa 500 Millionen Warenkörbe erfasst.

## Catalina Marketing Deutschland
Nach dem Fall des Rabattgesetzes in Deutschland wurde die Tochtergesellschaft Catalina Marketing Deutschland im Jahr 2003 mit Firmensitz in Bad Homburg vor der Höhe gegründet, um gezieltes Couponing in der Kassenzone (auch Check-out Couponing genannt) auch in Deutschland zu etablieren.
Catalina hat nach einem erfolgreichen Start in USA, Frankreich und Großbritannien auch im deutschen Markt Color-Drucker installiert, wodurch die gezielte Verbraucheransprache am Verkaufsort qualitativ weiter verbessert wird.
In Deutschland umfasst das Netzwerk rund 3.000 Geschäfte. Dadurch wird eine Käuferreichweite von ca. 20 Mio. Haushalten erreicht. Jährlich werden in Deutschland über 500 Mio. Warenkörbe erfasst.

## Kritisches
Catalina Marketing gilt als der Betreiber einer der größten Konsumentendatenbanken weltweit. Jeder Warenkorb wird von den angeschlossenen Kassen in die Datenbank von Catalina Marketing übertragen und dort zur Auswertung gespeichert. Eine Erfassung oder Speicherung von personenbezogenen Daten findet nicht statt.